# Poule de Challans
Pour les articles homonymes, voir Challans.
La noire de Challans est une race de poule domestique française, homologuée en 1967. Elle est présente sur les marchés vendéens depuis le XIXe siècle.

## Description
La Challans ou Poule de Challans (ex-Noire de Challans) est une volaille de taille moyenne, un peu basse, puissante et robuste, sans lourdeur et à l'emplumage sans bouffant.
Caractéristiques principales : plumage noir, forme dite "en bateau" (dos incurvé), lobe de crête détaché de la nuque.

### Origine
De la région de Challans, Machecoul, Beauvoir-sur-Mer et le Marais de Bouin en Vendée.

### Standard
- Masse idéale : Coq : 3 kg à 3,5 kg ; poule : 2 kg à 2,5 kg
- Crête : simple
- Oreillons : rouges
- Couleur des yeux : noire
- Couleur de la peau : blanche
- Couleur des tarses : gris-plomb
- Variété de plumage : noire
- Œufs à couver : min. 60 g, coquille crème clair
- Diamètre des bagues : coq : 20 mm ; poule : 18 mm

### Club officiel
- Club national des races avicoles vendéennes, 44150 Saint-Herblon

## Sources
- Le Standard officiel des volailles (Poules, oies, dindons, canards et pintades), édité par la Société centrale d'aviculture de France.